# Nayala
Le Nayala est une des 45 provinces du Burkina Faso, située dans la région de la Boucle du Mouhoun.

## Géographie

### Démographie
- 116 949 habitants (29,81 hab./km2) recensés en 1985[3],[4].
- 136 393 habitants (34,77 hab./km2) recensés en 1996[3].
- 158 928 habitants (40,51 hab./km2) estimés en 2003[5].
- 163 433 habitants (41,66 hab./km2) recensés en 2006[3],[6].
- 178 912 habitants (45,61 hab./km2) estimés en 2010[7].
- 223 090 habitants (56,87 hab./km2) recensés en 2019[2].

### Principales localités
Ne sont listées ici que les localités de la province ayant atteint au moins 3 000 habitants dans les derniers recensements (ou estimations de source officielles). Les données détaillées par ville, secteur ou village du dernier recensement général de 2019 ne sont pas encore publiées par l'INSD (en dehors des données préliminaires par département).
| Ville ou village   | Coordonnées                 | Altitude | Population  | Population  |
| Ville ou village   | Coordonnées                 | Altitude | Est. 2003   | Rec. 2006   |
| ------------------ | --------------------------- | -------- | ----------- | ----------- |
| Toma               | 12° 45′ 45″ N, 2° 54′ 01″ O |          | 12 583 hab. | 12 988 hab. |
| Gassan (ou Gassam) | 12° 49′ 05″ N, 3° 12′ 13″ O |          | 6 176 hab.  | 6 722 hab.  |
| Yaba               | 12° 52′ 37″ N, 2° 50′ 56″ O |          | 6 591 hab.  | 6 618 hab.  |
| Yé                 | 12° 41′ 25″ N, 3° 06′ 38″ O |          | 5 903 hab.  | 6 161 hab.  |
| Kougny             | 12° 47′ 03″ N, 3° 07′ 07″ O |          | 3 633 hab.  | 3 709 hab.  |
| Bounou             | 12° 48′ 20″ N, 2° 49′ 14″ O |          | 3 145 hab.  | 3 702 hab.  |
| Daman              |                             |          | 3 541 hab.  | 3 597 hab.  |
| Biba               | 12° 48′ 34″ N, 2° 58′ 13″ O |          | 3 479 hab.  | 3 550 hab.  |
| Koin               | 12° 43′ 06″ N, 2° 50′ 33″ O |          | 3 330 hab.  | 3 513 hab.  |
| Sankoué            |                             |          | 2 993 hab.  | 3 223 hab.  |
| Kwon               |                             |          | 3 358 hab.  | 3 084 hab.  |
| Zouma              |                             |          | 2 964 hab.  | 3 075 hab.  |
| Siellé             |                             |          | 3 064 hab.  | 2 879 hab.  |
| Mélou              |                             |          | 2 971 hab.  | 2 795 hab.  |

## Administration

### Chef-lieu et haut-commissariat
Toma est le chef-lieu de la province, administrativement dirigée par un haut-commissaire, nommé par le gouvernement et placé sous l'autorité du gouverneur de la région. Le haut-commissaire coordonne l'administration locale des préfets nommés dans chacun des départements.
| Période        | Période  | Identité                  | Fonction précédente    | Observation |
| -------------- | -------- | ------------------------- | ---------------------- | ----------- |
| 8 juillet 2016 | En cours | Mme Mariama Konaté/Gnanou | Administratrice civile | [ 1 ]       |

| Période        | Période  | Identité             | Fonction précédente  | Observation |
| -------------- | -------- | -------------------- | -------------------- | ----------- |
| 8 juillet 2016 | En cours | M. R. Jean Ouédraogo | Administrateur civil | [ 1 ]       |

### Départements ou communes

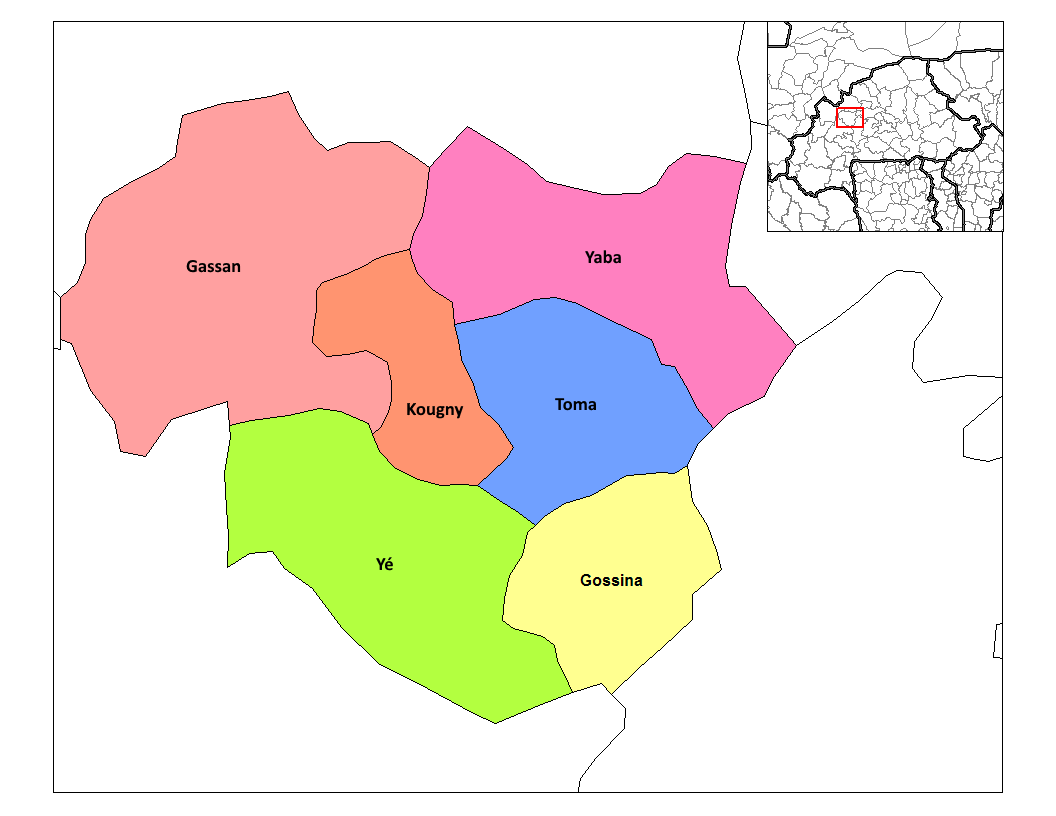
Localisation des six départements ou communes de la province du Nayala, formant également le district sanitaire de Toma.

La province du Nayala est administrativement composée de six départements ou communes,.
Cinq sont des communes rurales, Toma est une commune urbaine, subdivisée en six secteurs urbains, également chef-lieu de la province :
| Département ou commune     | Type de commune            | Subdivisions,                        | Chef-lieu                    | Population | Population | Population |
| Département ou commune     | Type de commune            | Subdivisions,                        | Chef-lieu                    | Est. 2003  | Rec. 2006  | Rec. 2019  |
| -------------------------- | -------------------------- | ------------------------------------ | ---------------------------- | ---------- | ---------- | ---------- |
| Gassan (ou Gassam)         | rurale                     | 25 villages                          | Gassan (ou Gassam)           | 31 873     | 32 397     | 44 132     |
| Gossina                    | rurale                     | 16 villages                          | Gossina                      | 17 945     | 18 442     | 26 237     |
| Kougny                     | rurale                     | 10 villages                          | Kougny                       | 15 383     | 15 949     | 22 317     |
| Toma                       | urbaine                    | 1 ville (8 secteurs) et 16 villages  | Toma (chef-lieu de province) | 29 070     | 30 038     | 39 109     |
| Yaba                       | rurale                     | 22 villages                          | Yaba                         | 29 806     | 31 627     | 41 369     |
| Yé                         | rurale                     | 20 villages                          | Yé                           | 34 851     | 35 567     | 49 926     |
| 6 départements ou communes | 6 départements ou communes | 1 ville (8 secteurs) et 109 villages | Total                        | 158 928    | 164 020    | 223 090    |

## Santé et éducation
Les six communes de la province forment le district sanitaire de Toma au sein de la région.